# Jednání logické a mimologické
Jednání logické a mimologické jsou sociologické pojmy vytvořené italským ekonomem, sociologem a politologem Vilfredem Paretem. Přestože pasáže o mimologickém jednání byly publikovány již v roce 1910 v jeho dřívějších pracích, teorie jednání logického a mimologického se prvně v ucelené podobě nalézá v první části jeho největšího sociologického díla Trattato di sociologia generale (1916).
Jelikož se Pareto od počátku 90. let 19. století zabýval ekonomií, brzy došel k názoru, že mu ve velké míře vadí omezení výkladových schémat ekonomických teorií pouze na modely racionálního a logického jednání. Poněvadž byl přesvědčen, že lidské jednání se ve značné míře řídí jednáním mimologickým (které bylo vyloučeno z posuzování ze strany ekonomů), obrátil se k sociologii a z velké části se zaměřil právě na mimologickou stránku jednání.
Ve svých pracích rozdělil veškeré lidské jednání na logické a mimologické. K určení, zda se jedná o lidské jednání logické či mimologické je třeba rozlišit vztah mezi prostředkem a cílem na vztah objektivní a subjektivní. Objektivním vztahem rozumíme odůvodněný a vědecký vztah nezastíněný sentimentem, akceptovaný širokou vzdělanou veřejností, který existuje nezávisle na úmyslech jednajícího člověka. Subjektivní vztah je vztah, který se jeví jednajícímu a může být proto ovlivněn jeho city.
Pro pochopení rozdílu uveďme následující příklad. Zájmem studenta je uspět u zkoušky na vysoké škole. Aby dosáhl svého cíle, napíše kvalitní seminární práci a naučí se vše potřebné ke zkoušce. Toto jednání je logické (zvolený prostředek vede k cíli v objektivní i subjektivní rovině). Naopak mimologické jednání bychom mohli pozorovat, pokud by se student začal modlit ve víře, že dobrou známku mu zajistí entita, k níž se modlí. (viz II. kategorie mimologického jednání).

## Logické jednání
Logické jednání je jednání předem promýšlené. Jednající vybírá prostředky, které vedou k cíli jak objektivně, tak subjektivně. Akce i prostředky jednajícího musí být vědecké a odůvodněné, motivovány uvažováním. Propojení prostředků a cíle musí existovat jak v mysli jednajícího, tak v objektivní realitě.
Cíl, kterého se dosáhne těmito prostředky musí korespondovat s cílem záměrným.
Ostatní jednání považuje Pareto za mimologická.

## Mimologické jednání
Na rozdíl od logického jednání, při mimologickém jednání jedinec nevybírá racionálně prostředky k dosažení stanoveného cíle, resp. neexistuje jednoznačné objektivní i subjektivní spojení zvoleného prostředku se stanoveným cílem. Často jsou tato jednání podmíněna citovým stavem člověka.

### Kategorie mimologického jednání
Na základě vztahu mezi prostředkem a účelem můžeme rozlišit 4 kategorie mimologického jednání:
|              | Objektivní | Subjektivní |
| 1. kategorie | není       | není        |
| 2. kategorie | není       | je          |
| 3. kategorie | je         | není        |
| 4. kategorie | je         | je          |

#### První kategorie
První kategorie zahrnuje především bezmyšlenkovité chování. Patří sem běžně užívané konvence, při kterých se neuvažuje o jejich logičnosti. Takovým příkladem může být podání či políbení ruky, pozdrav při příchodu do společnosti, smekání klobouku, poděkování aj. Pokud by toto chování bylo vnímáno jako projev bezbrannosti a čistých úmyslů, patřilo by již do druhé kategorie.

#### Druhá kategorie
Druhý typ jednání je velmi rozšířený, spadají sem například náboženské a magické rituály. Neexistuje zde žádný logický vztah mezi cílem a prostředky použitými k jeho dosažení, avšak jednající je přesvědčen, že jeho prostředky směřují k danému cíli. Například když lidé učiní oběť Bohu v touze po dešti, je konečný výsledek (tedy déšť) spojen s přáním pouze subjektivně, nikoli objektivně. Autoři jako Auguste Comte a Émile Durkheim řadí na rozdíl od Pareta náboženství až do třetí, případně čtvrté skupiny.

#### Třetí kategorie
Třetí kategorie může fungovat a plnit svůj účel, aniž bychom chtěli záměrně dosáhnout výsledku. Dle Pareta sem patří mimo jiné čisté pudové akty či reflexy, například reflexy ochranné (instinktivní zavření očí před prachem, kýchání), dávivé nebo Bainbridgeovy.

#### Čtvrtá kategorie
Ve čtvrtém typu existuje vztah mezi prostředkem a účelem, avšak subjektivně je vnímán jinak, než ve skutečnosti funguje. Činnost, kterou lidé konají, neodpovídá činnosti, kterou si myslí, že konají. Jako příklad u této skupiny uvádí Pareto politiky, kteří jsou přesvědčeni, že zastupují zájmy určité většiny, při čemž ve skutečnosti jejich reálné činy sledují odlišné zájmy.

## Kontext s ostatními myšlenkami a díly Vilfreda Pareta
Vilfredo Pareto považuje člověka za tvora nerozumného, který má však potřebu, pokládat se za člověka racionálního. Věřil, že si jedinci přejí, aby jejich jednání vypadalo logicky jak v jejich očích, tak pro vnější pozorovatele. Dle Pareta by neracionálnost jednání neměla být lidmi popírána; nemělo by být pokládáno za racionální něco, co je naprosto nerozumné.
Díky teorii o jednáním logickém a mimologickém, byl Pareto schopen vytvořit svou sociologicky nejvýznamnější teorii - Teorii reziduí a derivací. Tato teorie vychází z faktu, že motivy jednání a jeho význam se neshodují s tím, co sami aktéři o svém jednání soudí. Teorii reziduí a derivací najdeme popsanou ve druhé části Paretova díla Trattato di sociologia generale.